# National Board of Review Awards 1955
27th National Board of Review Awards

20 de dezembro de 1955
|  |

O 27º Prêmio do National Board of Review foi anunciado em 20 de dezembro de 1955.

## Top dez- Filmes
1. Marty
2. East of Eden
3. Mister Roberts
4. Bad Day at Black Rock
5. Summertime
6. The Rose Tattoo
7. A Man Called Peter
8. Not as a Stranger
9. Picnic
10. The African Lion

## Melhores Filmes Estrangeiros
1. The Prisoner
2. Det stora äventyret
3. The Divided Heart
4. Les Diaboliques
5. The End of the Affair

## Vencedores
- Melhor Filme: Marty
- Melhor Filme Estrangeiro: The Prisoner
- Melhor Ator: Ernest Borgnine (Marty)
- Melhor Atriz: Anna Magnani (The Rose Tattoo)
- Melhor Ator Coadjuvante: Charles Bickford (Not as a Stranger)
- Melhor Atriz Coadjuvante: Marjorie Rambeau (A Man Called Peter, The View from Pompey's Head)
- Melhor Diretor: William Wyler (The Desperate Hours)